# Museu de História Natural da Universidade de Oslo
O Museu de História Natural da Universidade de Oslo (em norueguês:  Naturhistorisk museum) é o maior e mais antigo museu de história natural da Noruega, e situa-se na cidade de Oslo.
As suas origens estão ligadas ao Jardim Botânico de Tøyen, fundado perto da propriedade senhorial de Tøyen em 1814. Museus cobrindo a zoologia, botânica e geologia foram acrescentados aproximadamente um século depois, quando o campus da Universidade de Oslo, localizado no centro da cidade, se tornou demasiado pequeno para esses fins. Waldemar Christopher Brøgger e Nordal Wille foram os maiores apoiantes da ideia. Durante a maior parte do século XX os museus e jardins botânicos estiveram organizados em cinco entidades diferentes, as quais foram fundidas a 1 de agosto de 1999. Recebeu o nome actual em 2005.